# ヨン・ベズヴァルソン
ヨン・ダズィ・ベズヴァルソン（Jón Daði Böðvarsson 、1992年5月25日 - ）は、アイスランド・セールフォス出身のプロサッカー選手。アイスランド代表。ボルトン・ワンダラーズFC所属。ポジションは、フォワード。

## 経歴

### クラブ
地元クラブのUMFセールフォスでプロキャリアをスタート。
2012年11月、バイキングFKに移籍。
2015年6月、1.FCカイザースラウテルンが2016年1月の移籍内定を発表した。
2016年8月、チャンピオンシップのウルヴァーハンプトン・ワンダラーズFCに移籍。2017年7月、同じくチャンピオンシップのレディングFCに移籍。
2019年7月12日、ミルウォールFCに移籍。
2022年1月20日、ボルトン・ワンダラーズFCに完全移籍。

### 代表
U-19世代からアイスランド代表に選出されている。2012年11月開催の親善試合・アンドラ代表戦でA代表デビュー。2014年9月のUEFA EURO 2016予選・トルコ代表戦で初ゴール。
UEFA EURO 2016では全5試合に出場、オーストリア代表戦ではグループリーグ突破を導く決勝ゴールを挙げた。

## 代表歴

### 出場大会
- アイスランド代表
  - 2018 FIFAワールドカップ

### 試合数
- 国際Aマッチ 63試合 4得点（2012年-2022年）[6]

| アイスランド代表 | 国際Aマッチ | 国際Aマッチ |
| 年               | 出場        | 得点        |
| ---------------- | ----------- | ----------- |
| 2012             | 1           | 0           |
| 2013             | 0           | 0           |
| 2014             | 7           | 1           |
| 2015             | 10          | 0           |
| 2016             | 12          | 1           |
| 2017             | 6           | 0           |
| 2018             | 5           | 0           |
| 2019             | 6           | 1           |
| 2020             | 7           | 0           |
| 2021             | 5           | 0           |
| 2022             | 4           | 1           |
| 通算             | 63          | 4           |

### 得点
| #  | 開催日        | 会場                   | 対戦国       | スコア | 結果 | 大会               | Ref   |
| -- | ------------- | ---------------------- | ------------ | ------ | ---- | ------------------ | ----- |
| 1. | 2014年9月9日  | ラウガルタルスヴェルル | トルコ       | 1–0    | 3–0  | UEFA EURO 2016予選 | [ 7 ] |
| 2. | 2016年6月22日 | スタッド・ド・フランス | オーストリア | 1–0    | 2–1  | UEFA EURO 2016     | [ 8 ] |
| 3. | 2019年9月7日  | ラウガルタルスヴェルル | モルドバ     | 3–0    | 3–0  | UEFA EURO 2020予選 | [ 9 ] |